# Кромержиж (округ)
Кромержиж (чеськ. Okres Kroměříž) — адміністративно-територіальна одиниця в Злінському краї Чеської Республіки. Адміністративний центр — місто Кромержиж. Площа округу — 795,67 кв. км., населення становить 106 294 осіб.

## Адміністративно-територіальний устрій
До округу входить 79 муніципалітетів, з котрих 7 — міста.
| Місто                  | Населення |
| ---------------------- | --------- |
| Кромержиж              | 28 185    |
| Голешов                | 11 538    |
| Бистржіце-під-Гостинем | 8 029     |
| Гулін                  | 6 524     |
| Хропине                | 4 720     |
| Морковіце-Сліжани      | 2 932     |
| Коричани               | 2 733     |